# Hermann Friedrich Teichmeyer

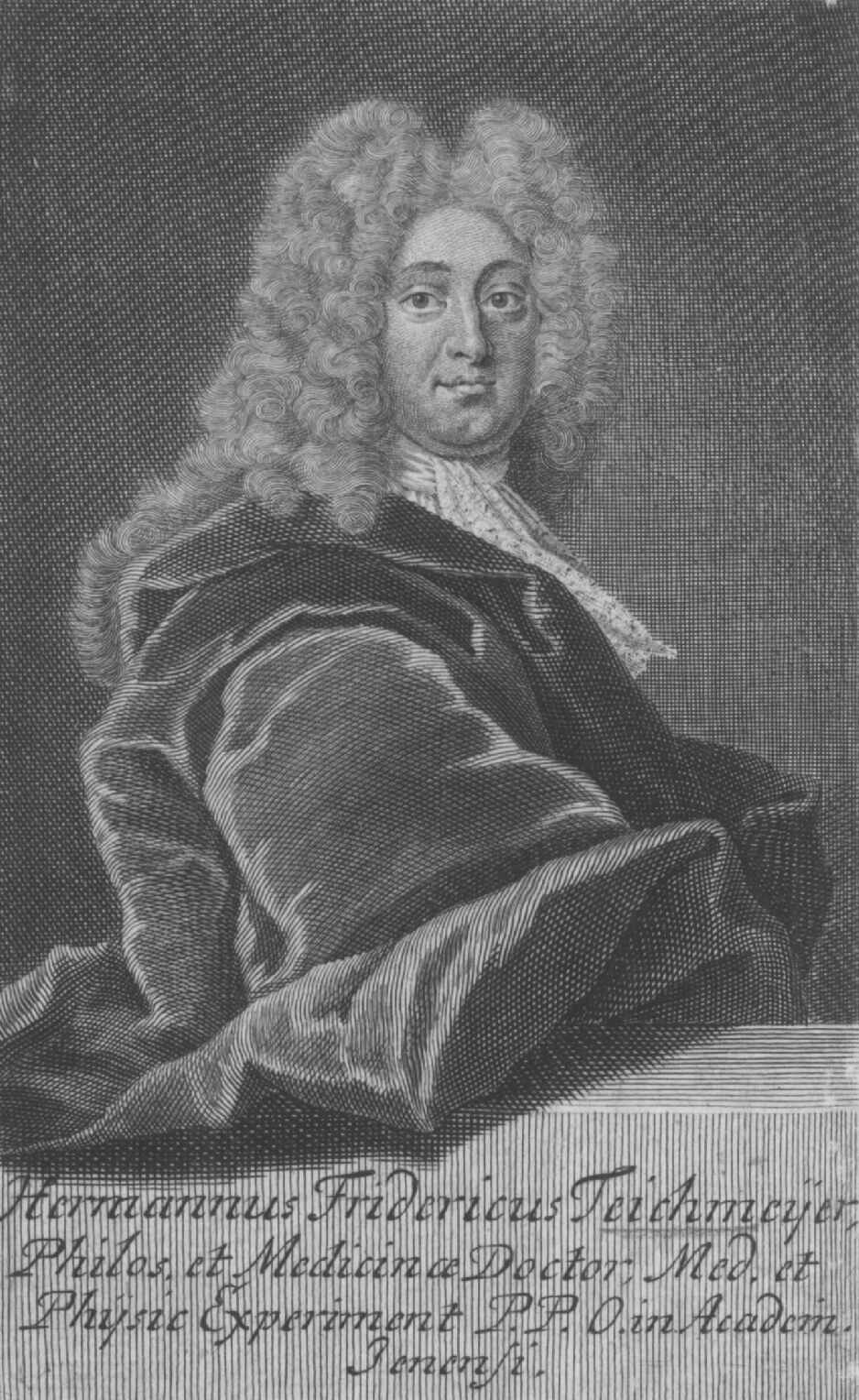
Hermann Friedrich Teichmeyer

Hermann Friedrich Teichmeyer (* 30. April 1685 in Münden; † 5. Februar 1744 in Jena) war ein deutscher Mediziner. Er war Schwiegervater Albrecht von Hallers und Johann Andreas von Segners.

## Leben
Teichmeyer war der Sohn des Stadtarztes von Hann. Münden dem Lizentiaten der Medizin Hermann Theodor Teichmeyer (-1703 in Hann. Münden). Anfänglich hatte er Privatunterricht erhalten und die Schule seines Geburtsorts besucht. Seine Ausbildung setzte er am Gymnasium in Altenburg fort, welches unter der Leitung von Johann Christoph Wentzel stand. Im Sommersemester 1702 bezog  er die Universität Leipzig, wo er zunächst philosophische Studien zur Physik bei Johannes Cyprian, zur Mathematik bei Christoph Pfautz und Philosophie bei Johann Georg Abicht absolvierte. Sich medizinischen Studien zuwendend, besuchte er die Vorlesungen von Johannes Bohn, Augustus Quirinus Rivinus, Christian Ludwig Welsch (* 23. Februar 1669 in Leipzig; † 1. Januar 1709 ebd.) und Andreas Petermann.
Am 24. Juli 1703 immatrikulierte er sich an der Universität Jena, wo er die Vorlesungen von Georg Albrecht Hamberger, Rudolph Wilhelm Krause der Jüngere, Georg Wolfgang Wedel, Johann Adrian Slevogt und Ernst Heinrich Wedel (* 1. August 1671 in Jena; † 13. April 1709 ebd.) absolvierte. Am 22. Oktober 1704 wurde er als Kandidat der Medizin aufgenommen. Nachdem er eine Abhandlung vom Speichel unter dem lateinischen Titel de Saliua verteidigt hatte, wurde er am 17. Juni 1705 durch den Dekan Johann Adolph Wedel zum Doktor der Medizin promoviert. Zudem erwarb er sich am 16. April 1707 den akademischen Grad eines Magisters der Philosophie. Danach beteiligte er sich am Vorlesebetrieb der Hochschule. Teichmeyer hatte 1717 eine ordentliche Professur für Experimentalphysik, 1719 auch eine außerordentliche Professur für Medizin, 1727 eine ordentliche Professur für Anatomie, Chirurgie und Botanik an der Universität Jena übernommen und wurde ein Pionier der Gerichtsmedizin.
1724 hielt er in Jena erstmals Vorlesungen über die Obduktion. Sein Hauptwerk ist eines der ersten rechtsmedizinischen Lehrbücher des deutschen Reiches Institutiones medicinae legalis vel forensis (1723), in deutscher Übersetzung unter dem Titel Hermann Friedrich Teichmeyers Anweisung zur gerichtlichen Arzneygelahrheit : worinnen die vornehmsten Materien so theils im bürgerlichen Leben vorfallen theils bey Gerichten und Schöppenstühlen … abgehandelt werden. (Nürnberg: auf Kosten der Stein und Raspischen Buchhandlung, 1752). Dieses erschien in mehreren Auflagen und brachte ihm den Ruf eines Pioniers der Gerichtsmedizin ein. Teichmeyer der als Leibarzt von Sachsen-Weimar-Eisenach, Hofrat und Erbherr auf Camsdorff und Wenigen-Jena fungierte, beteiligte sich auch an den organisatorischen Aufgaben der Jenaer Salana. So war er Dekan der medizinischen Fakultät, der philosophischen Fakultät und im Sommersemester 1726, sowie in den Wintersemestern 1727, 1733, 1739, 1743 Rektor der Alma Mater.  Am 16. August 1731 wurde er mit dem akademischen Beinamen 	Democritus II. zum Mitglied (Matrikel-Nr. 429) der Leopoldina gewählt und am 3. Januar 1725 auswärtiges Mitglied der königlich preußischen Akademie der Wissenschaften in Berlin. Auch ist er als Erfinder der Kobalttinte bekannt geworden.

## Familie
Teichmeyer war zwei Mal verheiratet. Seine erste Ehe schloss er am 12. November 1705 in Jena mit Mariana Sophia Schellhas († 1742), die Tochter des Juristen und Bürgermeisters von Jena Adolph Christian Schellhase. Aus dieser Ehe stammen 10 Töchter, wovon sechs den Vater überlebten, und der einzige Sohn August Heinrich Ludwig Teichmeyer (* 1731; † 18. November 1804 in Jena), welcher ebenfalls Mediziner wurde. Zu seinen Schwiegersöhnen gehörten die Professoren Albrecht von Haller (verh. 27. November  1741 mit Sophie Amalia Christina Teichmeyer (1722–1795)), Johann Andreas von Segner (verh. 24. November 1732 Marianne Carolina Sophia Teichmeyer (1714; † 1794/6)), Johann Christian Stock (1707–1758, verh. 25. November 1734 mit Christiane Wilhelmine Sophie Teichmeyer († vor 1737) und Joachim Georg Darjes (verh. 26. Januar 1741 mit Catharina Wilhelmine Teichmeyer). Nach dem Tod seiner zweiten Frau verheiratete er sich 30. Dezember 1742 abermals mit der aus Apolda stammenden Kaufmannstochter Anna Maria Steubner (geb. Müller). Aus der Ehe stammt eine Tochter, welche jung verstarb. Seine Witwe verheiratete sich 1751 mit dem Hofrat Johann Wolfgang Wedel.

## Werke (Auswahl)
- Diss. med. de cubebis. Jena 1705 (Präsens Georg Wolfgang Wedel, Online)
- Elementa philosophiae naturalis experimentalis. Jena 1717 (Online), Jena 1733 (Online)
- Elementa anthropologiae sive theoria corporis humani. Jena 1719 (Online); Jena 1739 (Online)
- Institutiones Medicinae Legalis Vel Forensis, In Quibus Praecipuae Materiae Civiles, Criminales Et Consistoriales, Secundum Principia Medicorum Decidendae, Ex Recentissimis Atque Optimis Eorum Hypothesibus Erutae, Traduntur, In Usum Auditorii Sui. Cum Indicibus. Jena 1731 (Online), Jena 1740 (Online); Jena 1751 (Online)
- Institvtiones Chemiae Dogmaticae Et Experimentalis. Jena 1729 (Online)
- Institutiones botanicae. Jena 1731 (Online) ; Jena 1737 (Online)
- Institutiones materiae medicae : Accedit Pauli Hermanni Lapis materiae medicae Lydius a Christ. Ludov. Welschio editus. Jena 1738 (Online)
- Dissertatio medica sol. sistens vindicias quorundam inventorum meorum anatomicorum a nonnullis celeberrimis anatomicis in dubium vocatorum. Pro Loco. Göttingen 1749 (Online)
- Medicinisch- und chemische Abhandlung vom Seignettischen Saltze. Breslau 1749 (Herausgeber Gottfried Heinrich Burghart, Online)

### Begleitete Dissertationen
- Diss. med. De Repellentivm Vsv Damnoso. Jena 1716 (Resp. Johann Heinrich Gieseler, Online)
- Diss. phys. de corporum solutione. Jena 1717 (Resp. Johann Christoph Rhiem, Online)
- Diss. med. chim. de spiritibus acidis. Jena 1720 (Resp. Jacob Horn, Online)
- Exercitatio acad. de elatere sanguinis. Jena 1724 (Resp. Johann Christoph Tanneberger, )
- Diss. med. inauguralis de hydrope pectoris. Jena 1727 (Resp. Johann Georg Conradi (1675–1732), Online)
- Diss. med. inaug. de haemoptysi. Jena 1727 (Resp. Johann Jacob Heinrich Kobelt, Online)
- Diss. inaug. med. de suffocatione ex musto fermentante. Jena 1729 (Resp. Johann Christoph Tanneberger, Online)
- Diss. inavg. Medica Sistens Historiam Morborvm Hyemis Praeteritae. Jena 1729 (Resp. Johann Heinrich Gieseler, Online)
- Diss. med. inaug. de arcano tartari, vel sale essentiali vini. Jena 1730 (Resp. Gotthard Zeidler, Online)
- Diss. med. inaug. de auro. Jena 1730 (Resp. Johann Gottfried Helcher, Online)
- Diss. inaug. med. de Cancro, in specie mammarum. Jena 1732 (Resp. Carl. Friedrich Kaltschmied, Online)
- Diss. inaug. med. de analogia morborum internorum, eorumque curatione methodica per polychresta. Jena 1732 (Resp. Johann August Halecius, Online)
- Diss. inaug. med. de ophthalmia. Jena 1732 (Resp. Johann Samuel Pilling, Online)
- Diss. inaug. med. sistens quasdamœ observationes de antimonio eiusque regulis. Jena 1733 (Resp. Carl Friedrich Koppe, Online)
- Exercitatio phys. anat. sistens quasdam theses de generatione. Jena 1736 (Resp. Carl Johannes August Otto, Online)
- Diss. inaug. med. de vomitu gravidarum primis plerumque gestationis mensibus fiente. Jena 1738 (Resp. Gottlob Ambrosius Christoph Schelhas, Online)
- Diss. inaug. med. de noxiis quibusdam circa medicamenta officinalia. Jena 1738 (Resp. Sigmund Jacob Hochstetter, Online)
- Diss. inaug. med. de variolis ut febre inflammatoria. Jena 1741 (Resp. Johann Joseph Berger, Online)
- Diss. inavg. med. de Morbo Hvngarico Sive Febre Castrensi. Jena 1741 (Resp. Johann Sigismund Kreysel, Online)
- Diss. inaug. med. de calculis bilariis. Jena 1742 (Resp. Wilhelm Heinrich August Ströhlein, Online)
- Diss. inaug. med. de spasmo ventriculi. Jena 1743 (Resp. Johann Friedrich Scherff, Online)
- Diss. inaug. med. de gangraena et sphacelo. Jena 1743 (Resp. Christoph Kene, Online)

### Programme
- Progr. quo legum pariter ac medicinae cultores ad lectiones publicas medico legales in Auditorio Medico. Jena 1719 (Online)
- Progr. invit. de lympha cerebri primum . Jena 1728 (Dekanatsprogramm zur Promotion von Johann Anton Schlung, Online)
- Progr. invit. de lympha cerebri tertium. Jena 1728 (Dekanatsprogramm zur Promotion von Johann Friedrich Fredersdorff, Online)
- Progr. invit. de medico bene valente. Jena 1729 (Dekanatsprogramm zur Promotion von Simon Johann Jacob Ortel, Online)
- Progr. invitatorium secundum de caapeba, sive parreira brava. Jena 1730 (Dekanatsprogramm zur Promotion von Johann Gottfried Helcher, Online)
- Programma invitatorium de phosphoris primum, Jena 1731 (Dekanatsprogramm zur Promotion von Peter Liebmann Kähler, Online)
- Programma invitatorium de phosphoris secundum. Jena 1731 (Dekanatsprogramm zur Promotion von Gustav Adolph Grantz, Online)
- Programma invitatorium de phosphoris quartum. Jena 1732 (Dekanatsprogramm zur Promotion von Johann Friedrich Weismann, Online)
- Programma invitatorium de phosphoris tertium. Jena 1732 (Dekanatsprogramm zur Promotion von Johann Samuel Pilling, Online)
- Programma invitatorium de phosphoris quintum. Jena 1733 (Dekanatsprogramm zur Promotion von Christoph Wilhelm Hoechstetter, Online)
- Programma invitatorium de rhythmis Basilii Valentini primum. Jena 1733 (Dekanatsprogramm zur Promotion Heinrich Peter Eichmann, Online)
- Programma invitatorium de rhythmis Basilii Valentini secundum. Jena 1734 (Dekanatsprogramm zur Promotion von Theodor Ephraim Emrich, Online)
- Programma invitatorium de rhythmis Basilii Valentini tertium. Jena 1734 (Dekanatsprogramm zur Promotion von Nathanel Theophil Emrich, Online)
- Programma invitatorium de rhythmis Basilii Valentini quartum. Jena 1734 (Dekanatsprogramm zur Promotion von Friedrich Ludwig Palitzsch, Online)
- Programma invitatorium de rhythmis Basilii Valentini sextum. Jena 1734 (Dekanatsprogramm zur Promotion von Ludolph Arnold Gössling, Online)
- Programma invitatorium de rhythmis Basilii Valentini septimum. Jena 1734 (Dekanatsprogramm zur Promotion von Anton Christian Rupitz, Online)
- Programma invitatorium de rhythmis Basilii Valentini octavum.  Jena 1735 (Dekanatsprogramm zur Promotion von Johann Maximilian Eichler, Online)
- Programma invitatorium de rhythmis Basilii Valentini undecimum. Jena 1737  (Dekanatsprogramm zur Promotion von Johann Georg Winternitz, Online)
- Programma invitatorium de rhythmis Basilii Valentini duodecimum. Jena 1738 (Dekanatsprogramm zur Promotion von Carl Gottlob Rücker, Online)
- Programma invitatorium de rhythmis Basilii Valentini Decimum Quartum. Jena 1740 (Dekanatsprogramm zur Promotion von Georg Leopold Weyland, Online)
- Programma invitatorium de rhythmis Basilii Valentini decimum sextum. Jena 1741 (Dekanatsprogramm zur Promotion von Johannes Heinrich Schacht, Online)
- Programma invitatorium de rhythmis Basilii Valentini Decimum Septimum. Jena 1741 (Dekanatsprogramm zur Promotion von Johann Jacob Müller (* 1720 in Arlesried), Online)
- Programma invitatorium de rhythmis Basilii Valentini decimum quintum. Jena 1741 (Dekanatsprogramm zur Promotion von Immanuel Friedrich Schauer, Online)
- Programma invitatorium de rhythmis Basilii Valentini decium octavum. Jena 1741 (Dekanatsprogramm zur Promotion von Friedrich Hieronymus Geussenhainer, Online)
- Programma invitatorium de rhythmis Basilii Valentini Decimum Novum. Jena 1743 (Dekanatsprogramm zur Promotion von Georg August Fuchs, Online)
- Programma invitatorium de rhythmis Basilii Valentini vigesimum. Jena 1743 (Dekanatsprogramm zur Promotion von Johannes Friedrich Scherff, Online)
- Programma invitatorium de rhythmis Basilii Valentini vigesimum Primum. Jena 1743 (Dekanatsprogramm zur Promotion von Johann Carl Kövesdy, Online)
- Programma invitatorium de rhythmis Basilii Valentini vicesimum secundum. Jena 1743 (Dekanatsprogramm zur Promotion von Christian Heinrich Zeidler, Online)